# Strontian
Strontian (Sròn an t-Sìthein in gaelico) è il villaggio principale del distretto rurale di Sunart nel Lochaber (Highland, Scozia), lungo la strada A861. Si trova sulla riva nord del Loch Sunart, vicino alla fine del fiordo. Nelle colline a nord di Strontian si trovano delle miniere dove nel XVIII secolo si ricavava il piombo; in queste miniere fu anche scoperto il minerale stronzianite, dal quale fu isolato per la prima volta l'elemento chimico stronzio.
Il nome del villaggio in gaelico, Sròn an t-Sìthein, si traduce come naso della collina delle fate, il che significa un poggio o bassa collina arrotondata abitata dai mitologici Sidhe. Le frazioni vicine di Anaheilt, Bellsgrove, e Upper e Lower Scotstown ora sono generalmente considerati parte di Strontian, insieme a Polloch che dista parecchie miglia ed è alla fine della strada per Loch Shiel.

## Storia mineraria
La storia delle miniere di Strontian inizia nel 1722, quando Sir Alexander Murray scopre la galena nelle colline della regione. Una miniera fu aperta nel 1725, in collaborazione con Thomas Howard, VIII duca di Norfolk (1683-1732) e col generale George Wade (1673-1748). Il principale materiale estratto era galena da cui si ricavava il piombo. L'area era già abitata da secoli, specialmente nei boschi a nord dell'attuale villaggio, ma la comunità ora esistente nasce nel 1724 per fornire abitazioni per i minatori locali.
Il piombo estratto a Strontian fu utilizzato in proiettili fabbricati per le guerre napoleoniche. Nella prima parte del XIX secolo, parte della forza lavoro era costituita da persone catturate dall'esercito imperiale napoleonico.

### La scoperta dello stronzio
Nel 1790, Adair Crawford, un medico, si accorse che i minerali di Strontian avevano proprietà diverse da quelle normalmente osservate in altre fonti di "spati pesanti". Crawford concluse "...in effetti è probabile che il minerale scozzese sia una nuova specie di terra che non è stata finora esaminata a sufficienza". Nel 1793 Thomas Charles Hope, un professore di chimica presso l'Università di Glasgow, chiamò strontites il nuovo minerale. Egli confermò il precedente lavoro di Crawford e scrisse: "... Considerandolo una terra particolare ho pensato necessario attribuirgli un nome. L'ho chiamato Strontites, dal luogo dove fu trovato; a mio parere un modo di derivare [il nome], più completo e adatto di qualsiasi qualità che possa avere, come è la moda attuale".
Nello stesso periodo altri studiosi esaminarono il minerale in questione; tra gli altri Martin Heinrich Klaproth e Richard Kirwan. L'elemento puro fu isolato in seguito da Sir Humphry Davy nel 1808 per elettrolisi di una miscela contenente cloruro di stronzio e ossido mercurico, e da lui annunciato in una conferenza alla Royal Society il 30 giugno 1808. Per analogia con i nomi delle altre terre alcaline Davy cambiò il nome in stronzio.
La prima applicazione su larga scala dello stronzio fu nella produzione di zucchero dalle barbabietole. Un processo di cristallizzazione con idrossido di stronzio fu brevettato da Augustin-Pierre Dubrunfaut nel 1849, ma il suo utilizzo su larga scala iniziò solo poco dopo il 1870 con il miglioramento del processo. L'industria dello zucchero tedesca usò il processo fino al XX secolo. Prima della prima guerra mondiale l'industria dello zucchero di barbabietola utilizzò per questo processo 100.000–150.000 tonnellate di idrossido di stronzio l'anno.

### Condizioni dei lavoratori
Nel 1851 un minatore di nome Duncan Cameron rimase ucciso in una frana di pietre nella miniera di piombo. Ne seguì una lunga inchiesta da parte del Procuratore fiscale di Tobermory. Un certo numero di persone presenti all'incidente testimoniò che lavorare non era sicuro e che le precauzioni per gli operai erano insufficienti. Fu intentata una causa contro James Floyd, sovrintendente delle miniere, per l'omicidio colposo di Duncan Cameron.
Una serie di lamentele erano state precedentemente fatte a Sir James Riddell, proprietario terriero locale e proprietario delle miniere. Fu anche notato che i minatori erano pagati a cottimo, e che nessuno sapeva effettuare procedure di sicurezza nelle miniere, né era stato assunto a questo scopo.
Nel 1854, i minatori intentarono una causa contro la compagnia mineraria; furono coinvolti molti di coloro che avevano testimoniato nel 1851. L'azione legale fallì: il sostituto sceriffo impugnò l'azione e respinse il ricorso.

## Storia recente del villaggio

### XIX secolo
John MacCulloch, geologo scozzese, nelle sue lettere a Sir Walter Scott scritte attorno al 1820, descrive Strontian come "un paese selvaggio e poco interessante, anche se vi è una certa grandezza in una veduta, in una profonda valle che termina con la bella sagoma del monte Scuir Donald ... Strontian possiede ora una locanda eccellente ."
Una fonte del 1830 lo descrive così: "Il villaggio di Strontian è in una posizione molto piacevole, direttamente al termine di Loch Sunart, e le colline adiacenti sono coronate da piantagioni molto belle e fiorenti. Il Loch stesso è estremamente pittoresco ... in un intorno civilizzato e popoloso diventerebbe presto un rifugio preferito."
Intorno al 1830, i residenti di Strontian e della zona circostante furono tra i primi ad usare il "Programma Bounty" per emigrare in Australia. Il Brilliant, nave costruita in Canada, salpò da Tobermory verso il Nuovo Galles del Sud nel 1837 con 322 passeggeri, 105 dei quali erano di Ardnamurchan e Strontian. Il Programma Bounty fu in funzione negli anni 1835–1841, su proposta di Edward Gibbon Wakefield, e permetteva ai coloni australiani di sovvenzionare l'emigrazione di artigiani qualificati dalla Gran Bretagna.
Nel 1850 altri emigranti partirono dalle zone di Strontian e Anaheilt. La Allison salpò da Liverpool nel 1851 per Melbourne trasportando un numero di Highlanders della zona.

### Strontian dopo il 1950
Nel 1968 Strontian è stata annoverata tra i 2000 villaggi "moribondi" delle Highlands e selezionata per ricevere finanziamenti statali per un rinnovamento. Ciò ha portato alla costruzione del centro commerciale, bar e chiosco informazioni che si trovano nel centro del paese.
Nel 1999 un incendio ha distrutto la locanda del XIX secolo. Un albergo è stato aperto successivamente in un edificio esistente nel paese.
Nel 2002 una scuola superiore è stata costruita a Strontian per servire gli studenti della penisola di Ardnamurchan. In precedenza gli studenti dovevano viaggiare fino a Fort William, Mallaig, o Tobermory per accedere alla scuola superiore, spesso alloggiando in un ostello e facendo viaggi che richiedevano fino a 4 ore per andata e ritorno.